# Devin Ebanks
Devin Ebanks (28 d'octubre de 1989, Queens, Nova York) és un jugador de basquetbol estatunidenc format al planter dels Los Angeles Lakers de l'NBA. Amb 2,06 metres d'alçària, juga en la posició d'aler.